# Black Book
Pour plus de détails, voir Fiche technique et Distribution.
Ne doit pas être confondu avec Black Book Editions.
Pour The Black Book, liste de personnes à arrêter en 1940, voir Sonderfahndungsliste G.B..
Black Book ou Le Carnet noir au Québec (Zwartboek) est un film multinational co-écrit et réalisé par Paul Verhoeven et sorti en 2006.
Il retrace le parcours d'une jeune femme juive qui devient espionne pour le compte de la résistance néerlandaise à la fin de la Seconde Guerre mondiale (septembre 1944-mai 1945).
Avec un budget de 18 millions d'euros, Black Book est le film le plus cher de l'histoire du cinéma néerlandais. Il est présenté en avant-première à la Mostra de Venise 2006. Black Book reçoit globalement de bonnes critiques ainsi que plusieurs Veaux d'or.

## Synopsis
En 1956, Ronnie est une touriste canadienne visitant Israël. Dans un kibboutz, elle retrouve par hasard Rachel Stein, avec qui elle a vécu des moments terribles à la fin de la Seconde Guerre mondiale aux Pays-Bas. Après des brèves retrouvailles et le départ de son amie, Rachel se souvient.
En septembre 1944, alors que les Pays-Bas sont sous occupation allemande, Rachel, juive, est cachée par des paysans. Elle fait tout ce qu’il faut pour être acceptée dans cette famille très croyante. Cependant, elle qui était chanteuse avant la guerre, cherche parfois à échapper à cette atmosphère austère, et va de temps en temps au bord d'un lac écouter des disques de ses chansons sur son gramophone. Un jeune voisin qui l’aperçoit depuis son voilier vient lui conter fleurette. À ce moment, un bombardier allié en difficulté les survole en lâchant ses bombes pour s’alléger. Une d'entre elles tombe dans l’eau juste à côté d’eux, heureusement sans exploser. Mais une autre bombe tombe à une centaine de mètres de là sur la ferme dont tous les occupants sont tués.
Alors qu’ils sont en train de cuisiner dans une annexe de la maison des parents du jeune homme, les deux jeunes gens voient arriver un homme (Van Gein) qui se présente comme membre de la résistance et leur recommande de fuir car les Allemands ont retrouvé dans les décombres les papiers de Rachel, mais pas son corps, et sont donc à sa recherche. Rachel demande à l’homme s’il connait une filière pour rejoindre la Belgique, déjà libérée de l'occupation. Celui-ci lui enjoint alors de le retrouver le lendemain soir pour profiter d’un départ groupé de juifs.
Le lendemain, Rachel va voir un notaire ami de ses parents — M. Smaal — pour retirer l’argent nécessaire à son départ en Belgique. Le notaire lui donne la moitié de ce qu’elle réclame. Lorsqu’il ouvre son coffre, Rachel aperçoit une collection de timbres néerlandais. En fin d’après-midi, elle se rend au rendez-vous fixé et retrouve à sa grande surprise sa famille parmi les fugitifs : son père, sa mère et son jeune frère qui se sont décidés à quitter le pays quand ils ont appris par le notaire que Rachel allait partir.
Une fois la quinzaine de personnes montée dans le bateau qui glisse silencieusement dans la nuit, ils sont surpris par une vedette allemande qui mitraille sans pitié l’embarcation et ses occupants. Rachel a juste le temps de sauter dans l’eau avant de voir les soldats dépouiller les corps des victimes pour s’emparer de leur argent et de leurs bijoux. Dans la lumière blafarde de la lune, elle aperçoit le visage de leur chef, Franken, une brute, lieutenant de l’armée allemande.
On retrouve Rachel quelque temps plus tard, véhiculée dans un cercueil par des résistants auxquels l’ont remise les paysans qui l’ont recueillie. Là, elle fait la connaissance de Gerben, le chef du réseau qui, après lui avoir attribué une nouvelle identité - Ellis de Vries - lui confie d’abord de simples tâches domestiques. Puis, à la suite d'une défection, Gerben lui propose de remplacer une femme pour jouer un rôle plus actif dans la résistance. Rachel accepte et fait ainsi la connaissance d'un certain Hans.
Lors d’un parachutage — il s’avèrera plus tard que ce sont des médicaments de première nécessité comme l'insuline et le chloroforme — Hans sauve ses camarades, surpris par une patrouille allemande.
Il est ensuite convenu qu’elle jouera le rôle de la fiancée de Hans au cours d'un transport dangereux en train.
Dans le train, des membres de la Gestapo surgissent et demandent aux voyageurs d’ouvrir leurs valises. Alors que Hans, estimant la situation désespérée, s’apprête à vendre chèrement sa peau, Rachel lui donne une gifle, joue les outragées, empoigne les valises et s’éloigne vers le wagon suivant. Là, elle toque à un compartiment où se trouve un officier allemand, le Hauptsturmführer Ludwig Müntze, capitaine SS, en train de feuilleter sa collection de timbres, où manquent pour l’instant les timbres des Indes néerlandaises. Rachel fait mine de s’y intéresser, sympathise et évite ainsi d’être contrôlée par les policiers lorsque ceux-ci viennent frapper à la porte du compartiment. Rachel et Müntze se quittent sur le quai, non sans se retourner, manifestement intéressés l’un par l’autre.
Hans, qui est allé l’attendre un peu plus loin sur le quai, l’informe que cet officier allemand, si avenant et courtois, n’est autre que le chef local de la Gestapo.
Un événement dramatique va précipiter le cours des choses : lors d’une livraison d’armes, le camion a un accident et tous les résistants présents dans le véhicule, dont le fils de Gerben, sont arrêtés. Hans l’ayant informé que Rachel a fait connaissance du chef de la Gestapo et que celui-ci n’a pas semblé insensible à son charme, Gerben lui demande si elle accepterait d’aller plus loin avec cet homme et d’entrer ainsi dans ses bonnes grâces, ce qui permettrait peut-être de sauver les prisonniers. Elle accepte.
Puis, elle se teint - partout - en blonde, ce qui n’est pas sans exciter Hans, venu contrôler l’état du contenu des colis parachutés ; elle cède à ses avances.
Le lendemain, elle retourne voir le notaire, l’informe de l’interception dramatique de toute sa famille lors de sa tentative d’exfiltration vers la Belgique et lui demande de lui confier la collection de timbres néerlandais qu’elle a aperçue dans son coffre.
Puis, elle se rend à la Kommandantur sous son nouveau nom d'Ellis de Vries et demande à être reçue par Müntze, au prétexte de lui apporter les timbres. Celui-ci la reçoit cérémonieusement. Puis, comme il doit se rendre à une réception à la kommandantur, où la fine fleur nazie est réunie par le général Käutner, commandant des forces d’occupation, il lui propose de l’emmener, ce qu’elle accepte.
Là, on lui propose de chanter. Rachel reconnait alors au piano le chef des tueurs qui ont assassiné sa famille. En proie à une violente émotion, elle s’enfuit vers les toilettes pour y vomir. Alors que Müntze la rejoint et s’inquiète, elle se ressaisit et retourne chanter en compagnie du bourreau de ses parents. Puis, elle sympathise avec Ronnie, secrétaire à tout faire, maîtresse de Franken et sans illusions sur ce qui attend les filles comme elle à la libération du pays. En fin de soirée, Rachel rejoint Müntze pour passer la nuit avec lui. Müntze s’aperçoit alors qu’elle s’est teinte et devine qu’elle est juive mais, subjugué, il ne peut résister à ses charmes.
La résistance demande à Rachel d’installer un microphone dans le grand bureau où se réunissent habituellement les officiers nazis, ce qu’elle réussit à faire, d’extrême justesse, avant l’arrivée de Müntze.
Peu après, grâce au micro, le petit groupe de résistants peut entendre les ébats de Ronnie et de Franken. Puis ils perçoivent une conversation entre Franken et un homme dont Rachel reconnait soudain la voix : il s’agit de Van Gein, le passeur qui a attiré sa famille et d’autres juifs dans le guet-apens où ils ont perdu la vie. Bouleversée, elle fait part de sa découverte et il est décidé d’enlever cet individu pour essayer de l’échanger contre des résistants prisonniers des Allemands.
Une opération est donc montée, mais l’affaire tourne mal, car le chloroforme utilisé pour l'enlèvement est issu du parachutage et vient d’un lot périmé. Van Gein, à peine étourdi, se défend et réussit même à blesser grièvement un membre de l’équipe chargé de l’enlever. Finalement, il est abattu, ce qui n’était pas le but de l’opération et expose au contraire les résistants prisonniers à des représailles. Ce fiasco cause la fureur de Gerben qui craint pour son fils Tim. Et, effectivement, à la suite de cette opération, la Gestapo prévoit de fusiller quarante otages.
Las de tous ces massacres inutiles à la veille de la victoire alliée, Müntze tente de passer un accord avec la Résistance hollandaise : la fin de ses actions contre la fin des exécutions de résistants et massacres d'otages. Il oppose ainsi une fin de non-recevoir à Franken lorsque celui-ci vient lui demander sa signature pour procéder à des exécutions.
Le soir, lorsque Rachel rejoint Müntze, celui-ci, glacial, la menace d’un revolver car la liquidation de Van Gein lui a mis la puce à l’oreille et rétrospectivement il juge troublantes les conditions de leur rencontre. Il la somme de tout lui dire, faute de quoi c’est avec Franken qu’elle devra s’expliquer. Elle s’exécute et lui apprend par la même occasion l’existence du réseau mafieux criminel constitué au sein même de la Kommandantur par Franken.
Müntze décide d'en informer le général Käutner ; le lendemain les deux hommes font irruption dans le bureau de Franken. Ronnie et Rachel assistent à la scène par la porte restée ouverte. Le général somme Franken d’ouvrir son coffre, dont le contenu se révèle normal : des dossiers et « une bouteille de champagne pour le jour de la victoire ». La confrontation tourne à l’avantage de Franken, qui en profite pour dénoncer au général Käutner les négociations de Müntze avec la résistance. Confondu, celui-ci est immédiatement mis aux arrêts et emprisonné pour défaitisme et haute trahison, en vue d'être fusillé.
La résistance décide de monter une opération d’une audace inouïe, qui consiste à aller libérer les prisonniers au sein même de la Kommandantur. Rachel exige que le commando délivre aussi Müntze, ce à quoi le groupe se résigne de mauvaise grâce. Confiante, Rachel est de bonne humeur, ce qui étonne Ronnie, qui comprend alors que Rachel fait partie de la résistance.
Le jour J, au siège de la Gestapo, Rachel s’éclipse d’un cocktail pour aller ouvrir un soupirail permettant ainsi au commando de s’introduire dans l’immeuble. Cette fois encore, l’opération tourne mal. C’était un piège : quasiment tous les membres du commando sont tués. Seuls deux d’entre eux, dont Hans, parviennent à s’échapper.
Le lendemain, Rachel est confondue par Franken qui a détecté le micro qu’elle avait installé, raison pour laquelle le général Käutner et Müntze n’avaient rien trouvé dans son coffre. Franken utilise le micro pour déconsidérer Rachel auprès du réseau, qu’il sait à l’écoute. Fou de rage, Gerben, qui a perdu son fils lors de l’opération ratée, jure de la liquider.
Rachel est jetée en prison pour être exécutée le lendemain avec Müntze. Mais une nouvelle opération est montée pour les libérer, cette fois par Ronnie. Enfin réunis et cette fois sans arrière-pensées, Rachel et Müntze cachés sur un petit bateau entendent à la radio l'annonce de la reddition des forces allemandes aux Pays-Bas. Müntze propose à Rachel de l’épouser. Heureuse mais pensive, Rachel confesse à Müntze n’avoir jamais imaginé qu’un jour elle aurait à craindre la libération de son pays.
Pendant ce temps, Franken tente de s’enfuir en vedette rapide avec son butin vers Hambourg. Mais, en pleine mer, le bateau s’arrête soudainement. Franken va voir dans la cale ce qui se passe et y trouve Hans, qui s'est glissé dans le navire pour récupérer le butin et exécuter le lieutenant allemand.
Dans les rues de la Haye, c’est la liesse. Les alliés sont accueillis en triomphateurs. Rachel retrouve brièvement Ronnie, juchée sur un command-car et qui a séduit un soldat canadien. Cependant, tout le monde n’est pas à la fête : des femmes sont brutalisées et tondues pour avoir eu des relations avec l’occupant.
Rachel et Müntze débarquent chez le notaire Smaal, qui est sur le point de partir avec sa femme. Elle le soupçonne de la trahison qui a causé tant de morts. Une entrevue orageuse se déroule alors entre le notaire, sa femme et Rachel. Pour assurer sa défense, il exhibe alors un carnet noir - le Black Book du titre - dans lequel il a noté les tenants et aboutissants de chaque opération. On entend alors la sonnette, le notaire prend congé en disant à Rachel et à Müntze qu’un officier canadien les attend, sa femme et lui, en bas de l’immeuble. Interdits, ceux-ci le laissent partir. Le notaire sort de la pièce le premier. On entend dans l’escalier un claquement sec. Alarmée, la femme du notaire se précipite dans l’escalier où elle est abattue à son tour. Une silhouette de militaire s’enfuit dans la foule. Müntze s’élance à sa poursuite, mais est reconnu. Il est arrêté et traduit devant un officier canadien. Là, il a la surprise d’être confronté au général Käutner qui travaille désormais pour les Alliés. Il présente Müntze comme un espion communiste et obtient que la sentence rendue par les autorités nazies avant leur reddition soit exécutée. Müntze est fusillé, le général Kaütner commandant son exécution.
Pendant ce temps Rachel se retrouve dans une prison contrôlée par des résistants de la vingt-cinquième heure, et passe des moments terribles : humiliée, rouée de coups et douchée d’immondices, elle est sauvée par l’arrivée de troupes régulières et de Hans, qui la réconforte. En sortant de cet endroit, on lui restitue ses affaires dont le fameux carnet noir du notaire.
Hans et Rachel parcourent les rues en Jeep en distribuant du chocolat aux enfants. Arrivé à son bureau, il lui montre une malle remplie de bijoux et de billets de banque. Il s’agit du butin de Franken, volé aux juifs assassinés, que Hans a récupéré dans le bateau de Franken. Rachel demande des nouvelles de Müntze de qui elle est toujours éprise. Hans lui apprend que Müntze a été fusillé. À cette nouvelle, Rachel est prise d’une émotion incoercible et, pour la calmer, Hans lui fait une piqûre de calmant.
Alors qu’elle va perdre connaissance, Rachel s’aperçoit que Hans lui a administré en fait de l’insuline pour la tuer. Pendant que Hans va saluer la foule à la fenêtre, elle parvient, pour neutraliser l’insuline, à dévorer une tablette de chocolat restée sur la table. Puis, elle rejoint en titubant Hans sur le balcon et se jette dans la foule en contrebas. Alors que Hans tente vainement de la faire arrêter, elle parvient à s’enfuir en se fondant dans la foule en liesse.
Peu de temps après, accompagnée de soldats canadiens, elle retrouve Gerben, dans un charnier où on vient de retrouver le corps de son fils, Tim. À l’arrivée de Rachel, les soldats qui accompagnent celle-ci le ceinturent pour l’empêcher de se précipiter sur elle. Elle parvient à s’expliquer, en lui montrant à l’appui de ses dires le carnet noir où le notaire avait noté les agissements des uns et des autres, notamment de Hans. On apprend que celui-ci avait été arrêté en 1944, puis mystérieusement libéré sur ordre de Franken. Les yeux enfin dessillés, Gerben comprend tout et se réconcilie avec Rachel, injustement soupçonnée. Elle part avec Gerben suivre le cercueil de son fils.
En retournant dans les locaux de la résistance, elle découvre la jeep de Hans. Ils comprennent que celui-ci s’est enfui dans un corbillard, comme elle-même l’avait fait quelques mois plus tôt. Apprenant qu’un corbillard a été repéré vers la frontière belge, ils se lancent à sa poursuite, le rattrapent et le bloquent. Ils découvrent dans le véhicule un cercueil au couvercle incomplètement vissé. Rachel visse le couvercle et Hans, qui essaie vainement de négocier avant de la maudire une dernière fois, meurt étouffé à l’intérieur.
La fin du film revient sur Rachel, songeuse, au bord de l’eau près du kibboutz, qui a été édifié grâce à l’argent des juifs hollandais disparus. Son visage s'illumine cependant peu à peu lorsqu'elle est appelée, puis rejointe par ses enfants et son mari. Alors qu’ils rentrent au kibboutz, les sirènes annoncent une attaque. Les soldats ferment les portes et se préparent à le défendre.

## Fiche technique
Sauf indication contraire, les informations mentionnées dans cette section peuvent être confirmées par la base de données cinématographiques IMDb,  présente dans la section « Liens externes ».
- Titre original : Zwartboek
- Titre international et français : Black Book
- Titre québécois : Le Carnet noir
- Réalisation : Paul Verhoeven
- Scénario : Gerard Soeteman et Paul Verhoeven, inspiré de faits réels et notamment de l'autobiographie Ma guerre dans la Gestapo d'Hélène Moszkiewiez[2]
- Direction artistique : Roland de Groot, Cornelia Ott, Maarten Piersma et Wilbert Van Dorp
- Décors : Wilbert van Dorp
- Costumes : Yan Tax
- Photographie : Karl Walter Lindenlaub
- Montage : Job ter Burg et James Herbert
- Musique : Anne Dudley
- Production : Jeroen Beker, San Fu Maltha, Frans van Gestel, Jos van der Linden et Teun Hilte
- Sociétés de production : Fu Works, en association avec Egoli Tossell Pictures, Clockwork Pictures, Studio Babelsberg, Motion Investment Group, Motel Films, Hector BV, ContentFilm International ; coproduit par AVRO Television, VIP 4 Medienfonds ; avec le soutien de uFilm, Nederlands Fonds voor de Film, CoBo Fund, Medienboard Berlin-Brandenburg, Eurimages, Filmförderungsanstalt, ville de La Haye, MEDIA Programme of the European Union, Umedia et le Tax Shelter du Gouvernement Fédéral de Belgique
- Sociétés de distribution : A-Film Distribution (Pays-Bas), Pathé Distribution (France)
- Budget : 18 000 000 €
- Pays de production :  Pays-Bas,  Allemagne,  Royaume-Uni,  Belgique
- Langues originales : néerlandais, allemand, anglais et hébreu
- Format : couleur — 2,35:1 — 35 mm — son Dolby Digital
- Genre : guerre, drame, thriller
- Durée : 145 minutes
- Dates de sortie :
  - Pays-Bas : 14 septembre 2006
  - Belgique, France, Suisse romande : 29 novembre 2006

## Distribution
- Carice van Houten (VF : Élisabeth Ventura[3]) : Rachel Stein / Ellis de Vries
- Sebastian Koch (VF : Bernard Gabay): Ludwig Müntze
- Thom Hoffman (VF : Gérard Darier[3]) : Hans Akkermans
- Halina Reijn (VF : Sandy Boizard[3]) : Ronnie
- Waldemar Kobus (en) : Günther Franken
- Derek de Lint (VF : Jean-Jacques Moreau[3]) : Gerben Kuipers
- Dolf de Vries (VF : Vania Vilers[3]) : le notaire Smaal
- Christian Berkel : le général Käutner
- Peter Blok (VF : Christian Gonon[3]) : Van Gein
- Michiel Huisman (VF : David Van de Woestyne[3]) : Rob
- Ronald Armbrust (VF : Alexis Victor[3]) : Tim Kuipers
- Frank Lammers (VF : Pascal Montségur[3]) : Kees
- Matthias Schoenaerts (VF : Jean-François Cros[3]) : Joop
- Johnny de Mol (VF : Jean-Christophe Dollé) : Theo
- Xander Straat (VF : Sylvain Clément) : Maarten
- Diana Dobbelman (VF : Colette Venhard) : Mme Smaal
- Wimie Wilhelm : la gardienne de prison
- Janni Goslinga : la dame en manteau de fourrure
- Garrick Hagon : un général britannique
- Dirk Zeelenberg

## Production

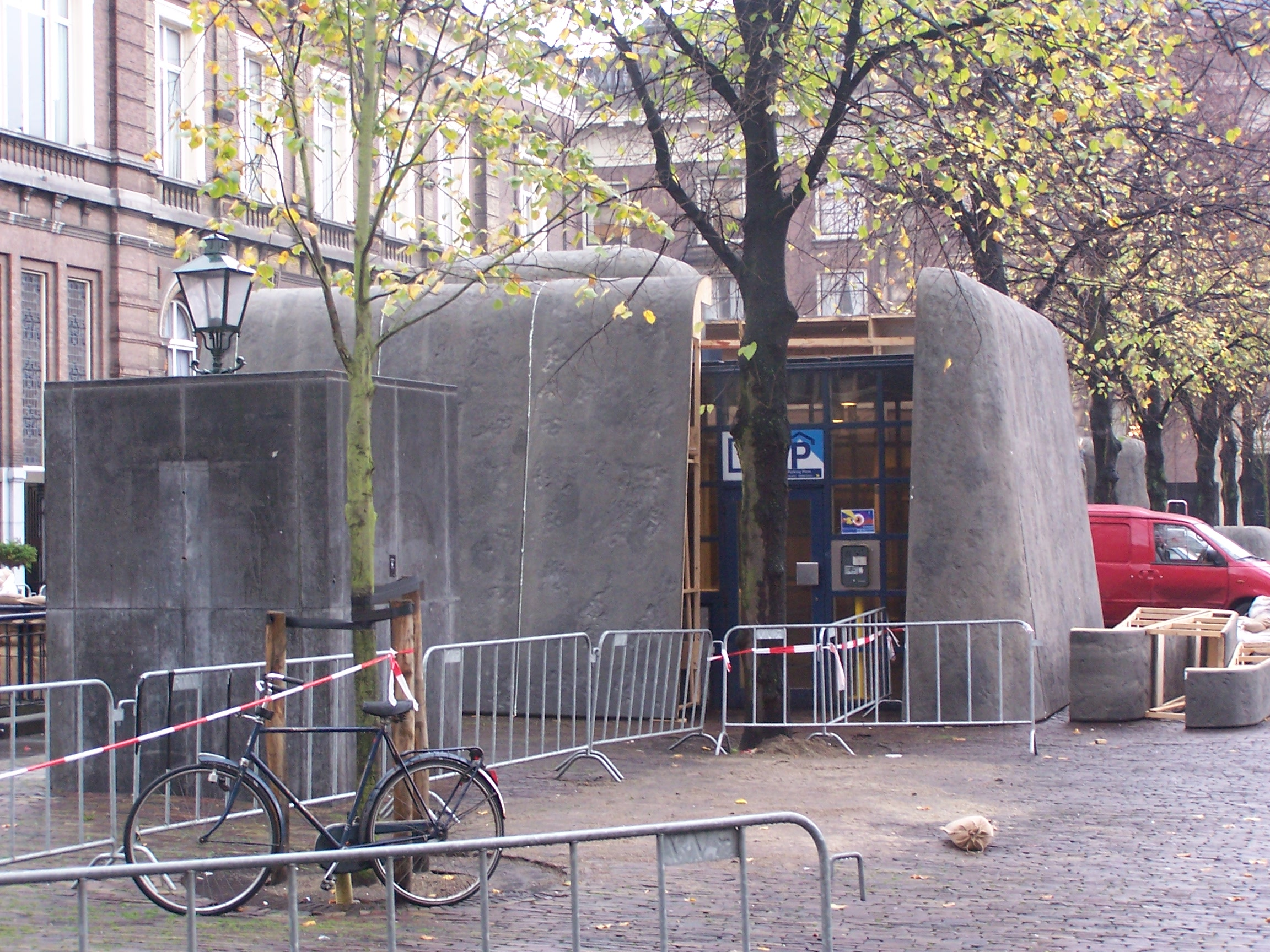
Décors pendant le tournage à La Haye

### Genèse et développement
La genèse du film remonte aux années 1970, lorsque Paul Verhoeven et son scénariste Gerard Soeteman font des recherches pour le film Le Choix du destin (1977). Leur scénario est bien trop dense pour un seul film et ils décident de garder une seconde intrigue, qu'ils développement durant plusieurs décennies. Le scénario évolue et prend une direction différente lorsqu'ils décident de faire du personnage principal une femme.

« Je suis content d'avoir pu réaliser ce projet sur lequel Gerard Soeteman et moi travaillons depuis vingt ans. (...) L'idée de base a toujours été la même : un groupe de juifs est trahi et tué en tentant de franchir le delta du Biesboch et le personnage central se lance à la poursuite du traître. Originellement, notre protagoniste était un homme, ce qui posait un problème : comment lui faire infiltrer de façon crédible le commandement allemand ? Gerard a trouvé la solution il y a trois ans : faire de notre héros une femme. Toutes nos scènes se sont mises en place du même coup. »

— Paul Verhoeven
Le film se base sur des faits réels. Un carnet noir (black book en anglais) aurait réellement existé. Il contenait les noms de collaborateurs et des traitres qui aidaient les Nazis à tuer ou capturer des résistants pendant la Seconde Guerre mondiale. Paul Verhoeven raconte que son scénariste Gerard Soeteman s'est beaucoup documenté à ce sujet : « Ce fameux "petit livre noir" était tenu par M. de Boer, un avocat de La Haye qui fut abattu dans la Goudenregenstraat juste après la guerre. On n'a jamais retrouvé ses assassins. Durant l'Occupation, de Boer s'était efforcé d'aboutir à un accord entre le commandement allemand à la Haye et la Résistance, afin de limiter les effusions de sang. Chaque fois que les résistants liquidaient des gens, les Allemands prenaient des otages dans la rue et les fusillaient sur le champ. »
Paul Verhoeven explique avoir voulu ici une approche moins héroïque et plus authentique et nuancé que son précédent films abordant la résistance, Le Choix du destin (1977) : « Je voulais en montrer les ambiguïtés et les demi-teintes, en évitant tout manichéïsme. Black Book est réaliste et provocant. Personne n'avait encore montré comment nous traitions nos prisonniers en 1945. » Quant au personnage de Rachel Stein, il s'inspire de nombreux témoignages, selon le cinéaste et Gerard Soeteman.
Paul Verhoeven n'avait plus développé un film dans son pays natal depuis Le Quatrième Homme sorti en 1983. Le financement du film est initialement bouclé en 2004 mais plusieurs sociétés se retirent. Le projet est finalement relancé deux ans plus tard, avec un budget estimé à 18 millions d'euros, soit un record dans le cinéma néerlandais. Le film est cependant une coproduction allemande, britannique et belge et est soutenu par divers organismes européens comme Medienboard Berlin-Brandenburg, Eurimages, Filmförderungsanstalt ou encore le Tax Shelter du Gouvernement Fédéral de Belgique. Le producteur San Fu Maltha a tout fait pour développer ce projet auquel il croyait très fort : « Cette histoire méritait d'être racontée, elle éclaire des aspects méconnus de la Seconde Guerre mondiale. Autre raison : mon grand-père a fait partie de la Résistance ».

### Attribution des rôles
Pour le rôle principal, plusieurs actrices sont envisagées : Angela Schijf, Esmée de la Bretonière, Katja Schuurman, Thekla Reuten ou encore Halina Reijn.
Gijs Scholten van Aschat est initialement engagé pour incarner Gerben Kuipers. Mais lorsque la production est retardée pour des raisons budgétaires, l'acteur n'est plus disponible. Paul Verhoeven a alors l'idée d'engager Derek de Lint, qu'il avait dirigé dans Le Choix du destin (1977), après être tombé par hasard sur une photographie de l'acteur.

### Tournage
Le tournage se déroule du 25 août 2005 au 19 décembre 2005. Il a lieu aux Pays-Bas, précisément à Hardenberg, Giethoorn, Amsterdam, La Haye, Utrecht, Delft ou encore Dordrecht, ainsi qu'à Londres, Berlin, dans les studios de Babelsberg et en Israël.

### Bande originale
La musique du film est composée par la Britannique Anne Dudley. Ce film marque sa première collaboration avec Paul Verhoeven, qui se poursuivra sur Elle (2016) et Benedetta (2021). L'actrice Carice van Houten interprète par ailleurs plusieurs chansons des années 1930, dont A Hundred Years from Today (en), composée par Victor Young et écrite par Joe Young et Ned Washington.
| 1.    | A Hundred Years From Today (interprété par Carice van Houten)             | 2:15 |
| 2.    | Ich Bin Die Fesche Lola (Live) (interprété par Carice van Houten)         | 0:56 |
| 3.    | Ja, Das Ist Meine Melodie (interprété par Carice van Houten)              | 3:22 |
| 4.    | Ich Tanze Mit Dir In Der Himmel Hinein (interprété par Carice van Houten) | 3:30 |
| 5.    | Rachel's Theme                                                            | 1:28 |
| 6.    | The Black Book                                                            | 2:18 |
| 7.    | Escape Through The Marshes                                                | 2:42 |
| 8.    | In Pursuit                                                                | 3:03 |
| 9.    | Rachel's Plan                                                             | 1:38 |
| 10.   | In Too Deep                                                               | 1:56 |
| 11.   | Shot At Dawn                                                              | 2:00 |
| 12.   | Sleeping With The Enemy                                                   | 3:01 |
| 13.   | Escape Plans                                                              | 3:01 |
| 14.   | The Insider                                                               | 1:57 |
| 15.   | Falling Into The Trap                                                     | 1:45 |
| 16.   | Confessions Of The Night                                                  | 3:13 |
| 17.   | Escape By Sea                                                             | 1:33 |
| 18.   | A Hero Of The Resistance                                                  | 3:19 |
| 19.   | Intelligence Gathering                                                    | 2:05 |
| 20.   | Rumours Of Liberation                                                     | 2:16 |
| 21.   | Victims Of The Occupation                                                 | 1:34 |
| 22.   | Rachel's Retribution                                                      | 4:40 |
| 23.   | The Endless River                                                         | 2:04 |
| 55:36 |                                                                           |      |

## Distinctions

### Récompenses
- Festival du cinéma néerlandais d'Utrecht 2006
  - Meilleure actrice (Carice van Houten)
  - Meilleure réalisation (Paul Verhoeven)
  - Meilleur film
- Gouden Film 2006
- Platina Film 2006
- Diamanten Film 2007
- Capri Cult Award 2007 (Paul Verhoeven)
- Rembrandt Awards 2007 : 
  - Meilleure actrice néerlandaise (Carice van Houten)
  - Meilleur film (Paul Verhoeven et San Fu Maltha)
- Sannio FilmFest 2007 : meilleure réalisation (Paul Verhoeven)
- Rembrandt Awards 2008 : meilleure sortie du DVD

### Nominations
- Festival du cinéma néerlandais d'Utrecht 2006 : meilleure actrice dans un second rôle (Halina Reijn)
- British Academy Film Awards 2007 : meilleur film en langue étrangère
- European Film Awards 2007 : meilleure actrice (Carice van Houten)
- Festival du cinéma nordique de Rouen 2007 : Panorama nordique
- Academy of Motion Picture Arts and Sciences of Argentina 2007 : meilleur film étranger
- Austin Film Critics Association Awards 2007 : meilleur film en langue étrangère
- Chicago Film Critics Association Awards 2007
  - Meilleur film en langue étrangère
  - Actrice la plus prometteuse (Carice van Houten)
- Dallas-Fort Worth Film Critics Association Awards 2007 : meilleur film en langue étrangère
- London Film Critics Circle Awards 2007 : meilleur film en langue étrangère
- Saturn Awards 2008 :
  - Meilleure actrice (Carice van Houten)
  - Meilleur film international
- Film Critics Circle of Australia Awards 2008 : meilleur film en langue étrangère
- Deutscher Filmpreis 2008 :
  - Meilleurs costumes (Yan Tax)
  - Meilleure actrice (Carice van Houten)
- Online Film Critics Society Awards 2008 : meilleure actrice (Carice van Houten)

## Accueil

### Critique
Le film reçoit des critiques globalement très positives. Sur l'agrégateur américain Rotten Tomatoes, il récolte 76% d'opinions favorables pour 156 critiques et une note moyenne de 7,1⁄10. Sur Metacritic, il obtient une note moyenne de 71⁄100 pour 34 critiques.
En France, le film obtient une note moyenne de 4,1⁄5 sur le site AlloCiné, qui recense 28 titres de presse.
Jacques Mandelbaum du Monde juge le film « d'une intelligence et d'une audace remarquables » et le classe parmi les meilleures réalisations de Paul Verhoeven. Pour Fabien Reyre, Black Book est « un film extraordinairement épique » à l’esthétique soignée. Il loue Verhoeven pour sa capacité à mettre en scène la complexité de l'Histoire.

### Box-office
Le film n'est pas un succès commercial mais est rentable. Avant même sa sortie, les droits de distribution avaient été vendus dans 52 pays. Selon la société de production Fu Works, ces ventes font de Black Book le film néerlandais le plus rentable à l'époque. En France, le film n'attire qu'un peu plus de 120 000 spectateurs.
| Pays ou région    | Box-office      | Date d'arrêt du box-office | Nombre de semaines |
| ----------------- | --------------- | -------------------------- | ------------------ |
| États-Unis Canada | 4 398 532 $     | 23 août 2007               | 21                 |
| France            | 124 887 entrées | -                          | -                  |
| Pays-Bas          | 10 058 486 $    | -                          | -                  |
| Total mondial     | 26 768 563 $    | -                          | -                  |